# A Ramon Berenguer III
A Ramon Berenguer III és una escultura situada a la plaça del mateix nom de Barcelona, catalogada com a bé cultural d'interès local. Basada en un original de Josep Llimona del 1888, va ser fosa el 1950 sota la supervisió de Frederic Marès.

## Història i descripció
El disseny original d'aquesta obra va ser realitzat el 1880 per Josep Llimona, sent llavors un estudiant de setze anys establert a Roma amb una beca de l'Ajuntament de Barcelona. Llimona va efectuar l'esbós de la que seria una gran estàtua eqüestre dedicada al comte de Barcelona Ramon Berenguer III el Gran (1082-1131), artífex de la primera conquesta de Mallorca. El 1888, Llimona va executar l'obra en guix i va ser presentada en l'Exposició Universal, on va ser premiada amb una medalla d'or. El model va ser posteriorment guardat, primer en el pavelló de la Indústria i després en la galeria d'estàtues del palau de Belles Arts, tots dos edificis de l'exposició.
El 1907, quan van començar les obres d'urbanització de la Via Laietana, el consistori va pensar en aquesta obra per adornar una plaça prevista per a la façana lateral de la capella de Santa Àgata, al costat de la muralla romana. La decisió va ser presa el 9 de desembre de 1919, data en què també es va acordar que la plaça seria batejada amb el nom del comte barceloní. Malgrat tot, les obres d'urbanització de la plaça es van retardar, ja que suposaven l'enderrocament de diversos edificis adossats a la muralla romana, al costat del procés de restauració de la pròpia muralla, iniciat el 1927 i finalitzat ja en els anys 1950, després de l'aturada de la Guerra Civil. Finalment, el 1950 es va col·locar l'estàtua, després de ser fosa en bronze per l'escultor Frederic Marès, qui va afegir de la seva autoria un nou model de la cua del cavall, que havia sofert desperfectes quan el model de guix va ser emmagatzemat. L'estàtua va ser inaugurada l'11 de març de 1950.
L'obra destaca per la seva monumentalitat, responent a l'evocació històrica iniciada pel moviment cultural de la Renaixença. El cèlebre personatge es troba a cavall, seguint la tipologia d'estàtua eqüestre que té les seves arrels en l'art romà, i que va triomfar especialment durant el Renaixement. La figura del comte té un port regi, com correspon a la seva dignitat, vestit amb riques vestidures i tocat amb la corona comtal. L'estil de l'obra és realista, com era predominant en l'època en què Llimona va realitzar el seu disseny.